# Priszilla und Aquila

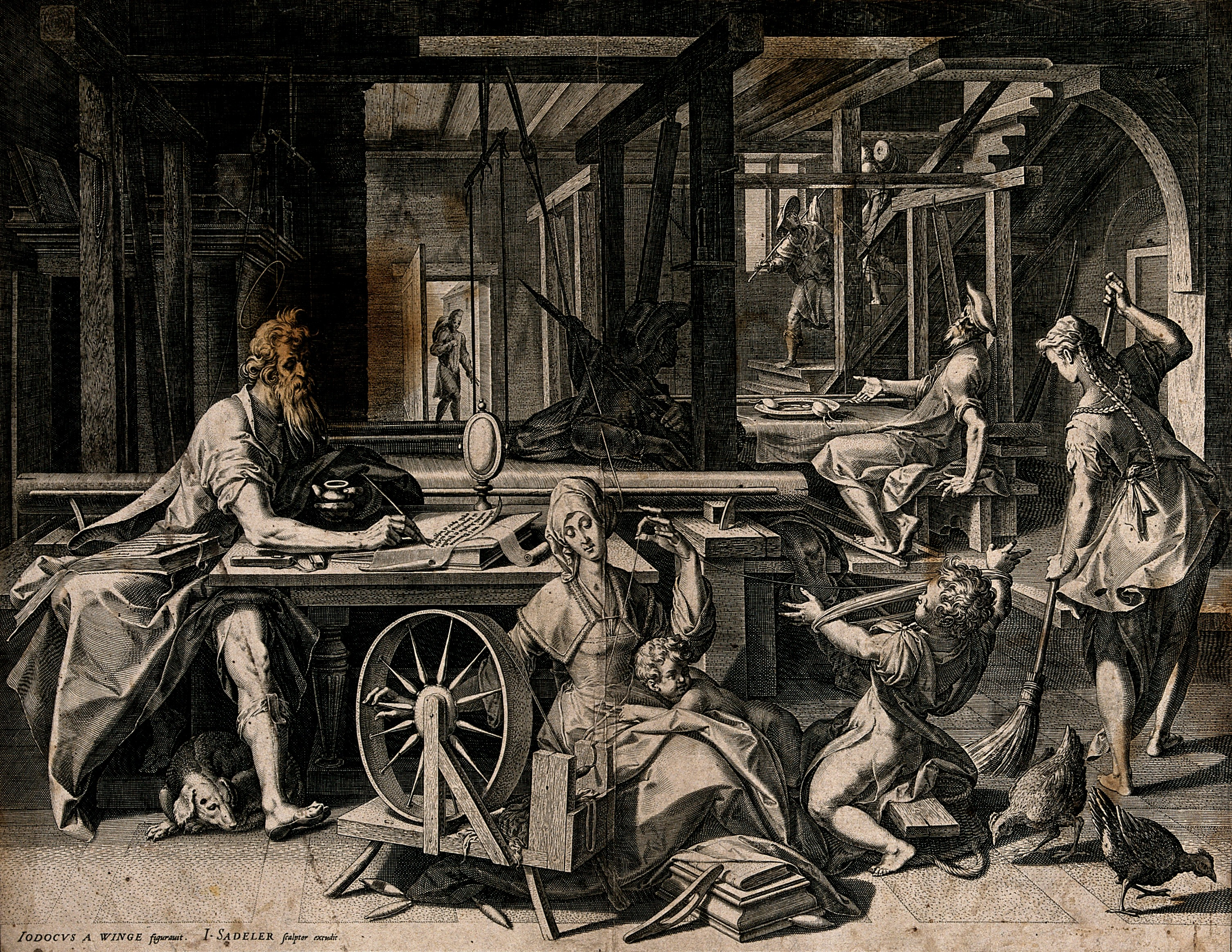
Paulus im Haus von Priszilla und Aquila, Gravur von Johann Sadeler

Priszilla und Aquila (auch: Priska und Aquila) gehören zu den ersten Christen und waren Missionare des Urchristentums im Bereich einiger Gemeinden in Kleinasien und Korinth. Die Namen des Ehepaars werden in der Reihenfolge – für die damalige Zeit auffallend – sowohl mit Aquila als auch mit Priszilla an erster Stelle genannt. Priszilla wird in der Apostelgeschichte in der Namensform Priscilla (griechisch: Πρίσκιλλα, Prískilla) genannt, in den Paulusbriefen Prisca (griechisch: Πρῖσκα, Prĩska). Ihr Gedenktag ist am 8. Juli (katholisch) bzw. 14. Juli oder 13. Februar (orthodox) bzw. am 13. Februar (evangelisch: LCMS). In mittelalterlichen Heiligenlegenden wurde ihre Geschichte mit der der jugendlichen Märtyrerin Prisca von Rom vermischt.

## Leben
Aquila war ein in Pontos in Kleinasien geborener Jude (Apg 18,2 ), der sich mit seiner Frau in ihrem Beruf als Zeltmacher als selbständige Handwerker in Rom niedergelassen hatte. Priska (Priszilla bzw. Priscilla ist ein Diminutiv des römischen Namens Prisca) stammte vielleicht sogar aus der Stadt. Ihre römischen Namen lassen als wahrscheinlich erscheinen, dass sie frei geboren waren und das römische Bürgerrecht besaßen. Vermutlich kamen sie bereits in Rom zum Glauben an Jesus Christus.
Als Kaiser Claudius im Jahr 49 wegen Auseinandersetzungen um einen gewissen „Chrestus“ alle Juden aus Rom auswies – oder zumindest diejenigen, die an Jesus Christus glaubten – zogen Priska und Aquila nach Korinth. Während seiner zweiten Missionsreise wohnte der Apostel Paulus dort bei ihnen und arbeitete mit ihnen zusammen (Apg. 18,1–3), was jedoch kaum ausreichte, um seinen Lebensunterhalt zu bestreiten.
Von Korinth aus begleiteten Priska und Aquila Paulus nach Ephesos (heute eine Ausgrabungsstätte bei Selçuk) und blieben dort, während Paulus weiterzog (Apg 18,18–19 ). Hier wirkten sie selbständig als Missionare und nahmen unter anderem Apollos aus Alexandrien, einen späteren Mitarbeiter des Paulus, in ihrem Haus auf. Da Apollos zwar ein glühender Anhänger Jesu Christi, Kenner des Tanachs und Prediger war, aber bisher erst die Taufe des Johannes kannte, unterrichteten sie ihn (Apg 18,26), vermutlich darüber, dass die Taufe auf den Namen Jesu Christi über die Sündenvergebung hinaus auch den Empfang des Heiligen Geistes bedeutet (vgl. Apg 19,1–4; 2,38). Im aus Ephesos geschriebenen 1. Brief des Paulus an die Korinther sandten auch sie ihre Grüße (1. Kor. 16, 19).
In Röm 16,3–4  bezeichnet Paulus sie nicht nur als seine Mitarbeiter, sondern auch diejenigen, die „für mein Leben ihren Hals hingehalten haben“. Dabei bezieht er sich vermutlich auf die in 2 Kor 1,8–10  geschilderte Bedrohung, vielleicht die Auseinandersetzung mit Demetrios, dem Devotionalienhändler am Artemistempel bei seinem späteren Besuch in Ephesos (Apg 19,23–40 ). Priska und Aquila unterstützten Paulus also während einer Verfolgung und eines Gefängnisaufenthaltes und brachten sich damit auch selbst in Gefahr. Nach dem Tod des Kaisers Claudius im Jahr 54 kehrten sie nach Rom zurück. Dort wurde ihr Haus, wie schon vorher in Korinth und Ephesus, Versammlungsort einer Hausgemeinde, die Paulus im Römerbrief grüßen lässt (Röm. 16,3–4).
Wenn der 2. Brief des Paulus an Timotheus wirklich von Paulus kurz vor seinem Tod an seinen Mitarbeiter Timotheus in Ephesus geschrieben wurde, was in der Forschung allgemein als unwahrscheinlich angesehen wird, befanden sich Priska und Aquila zu diesem Zeitpunkt wieder in Ephesus (2 Tim 4,19 ).

### Chronik
Ungefähre Zeitangaben entsprechend der paulinischen Chronologie:
- 49 Vertreibung der Juden aus Rom durch Kaiser Claudius. Priszilla und Aquila verließen Rom.
- 50 Gründung der Gemeinde in Korinth durch Paulus mit Priszilla und Aquila (Apg 18).
- 51 Entscheidung Gallios in Korinth, dass die Probleme der Juden mit Paulus keine Angelegenheit des römischen Rechts seien, über die er zu entscheiden habe (Apg 18,15).
- 51 Reise Priszillas und Aquilas mit Paulus nach Ephesus (Apg 18,18–19).
- 54/55 Priszilla und Aquila sandten aus Ephesus zusammen mit Paulus Grüße an die Korinther (1. Kor 16,19).
- 56/57 Priszilla und Aquila erhielten in Rom Grüße von Paulus, der sich in Korinth aufhielt (Röm 16,3–4).

## Bedeutung
Dass Priska als Mitarbeiterin des Paulus, also als Verkünderin des Evangeliums vor ihrem Mann genannt wird, lässt darauf schließen, dass ihr Beitrag zur Ausbreitung des Christentums als wichtiger als der des Aquila angesehen wurde. Es ist auch ein Indiz für die wichtige Rolle der Frauen im Urchristentum.
Adolf von Harnack vermutete in Priska und Aquila die Verfasser des Hebräerbriefes, eine Hypothese, der kaum jemand folgte.
Dass Johannes Paul II. am 2. November 1994 einen neuen Kardinalstitel zu Ehren Aquila und Priszilla errichtete, zeigt ihre neugewonnene Bedeutung im postvatikanischen Katholizismus. Die Sitzkirche war schon 1971 erbaut worden.

## Verehrung
Hauptkirche der beiden Heiligen ist die Santi Aquila e Priscilla in Rom-Portuense, eine Titelkirche der römisch-katholischen Kirche.